# Bataille de Zitácuaro
Guerre d'indépendance du Mexique
La bataille de Zitácuaro a lieu le 2 janvier 1812 à Zitácuaro. Les troupes royalistes sont dirigées par Félix María Calleja del Rey et l'armée rebelle par Ignacio López Rayón. Le vice-roi Francisco Javier Venegas ordonne la prise de Zitácuaro, siège du Conseil national suprême du gouvernement, corps dirigeant de l’insurrection. Durant la bataille, Ramón López Rayón perd un œil. Après plusieurs heures de combat la ville revient finalement aux royalistes qui déportent le Conseil national suprême du Gouvernement à Tlalchapa et Sultepec.

## Sources
- Zárate, Julio (1880), «La Guerra de Independencia», de Vicente Riva Palacio, México a través de los siglos, III volumen, México: Ballescá y compañía.